# فرانسیس پیرلوت
فرانسیس پیرلوت (انگلیسی: Francis Pierlot؛ ۱۵ ژوئیه ۱۸۷۵ – ۱۱ مه ۱۹۵۵) هنرپیشه اهل ایالات متحده آمریکا بود.

## بخشی از فیلم‌شناسی
- ردا (۱۹۵۳)
- سیرانو دو برژراک (۱۹۵۰)
- ترس (۱۹۴۶)
- افسونگر (۱۹۴۵)
- ستاره قطبی (۱۹۴۳)
- لبه تاریکی (۱۹۴۳)
- احمق آمریکایی خوش‌تیپ (۱۹۴۲)
- دوست من ایرما
- وضعیت کشور
- مادام کوری